# Ernesto Geisel
Ernesto Beckmann Geisel (3. srpna 1907 – 12. září 1996 Rio de Janeiro) byl brazilský vojevůdce a politik německého původu, který se stal prezidentem Brazílie v období mezi roky 1974 a 1979 (v období vojenské diktatury).

## Život
Ernesto Geisel se narodil v Bentu Gonçalves, Rio Grande do Sul. Jeho otec byl Guilherme Augusto Geisel (rozený Wilhelm August Geisel), německý učitel z Herbornu, který v roce 1883 imigroval do Brazílie (v 16 letech). Jeho matka, Lydia Beckmannová, se narodila v Brazílii (Teutônia) do německé rodiny pocházející z Osnabrücku. V Bento Gonçalves, kde vyrůstal, byly pouze dvě rodiny německého původu - Geiselova a Dreherova. Hlavní složkou tehdejšího obyvatelstva byli totiž italští přistěhovalci. V dětství byl v kontaktu s italskými přistěhovalci a pozoroval kulturní kontrasty mezi vzděláváním, které měli jeho němečtí rodiče ve srovnání se svobodným a více uvolněným způsobem života, který jeho italští přátelé měli. Geisel vyrůstal v luteránské rodině (jeho děda byl kněz), která spadala do nižší střední třídy. Doma mluvil Geisel německy stejně tak, jako portugalsky, protože jeho otec uměl portugalsky tak dobře, že začal tento jazyk vyučovat a nechtěl tedy, aby jeho děti mluvily portugalsky s cizím přízvukem. Jako dospělý rozuměl němčině, ale ne na úrovni pokročilých a složitějších rozhovorů.

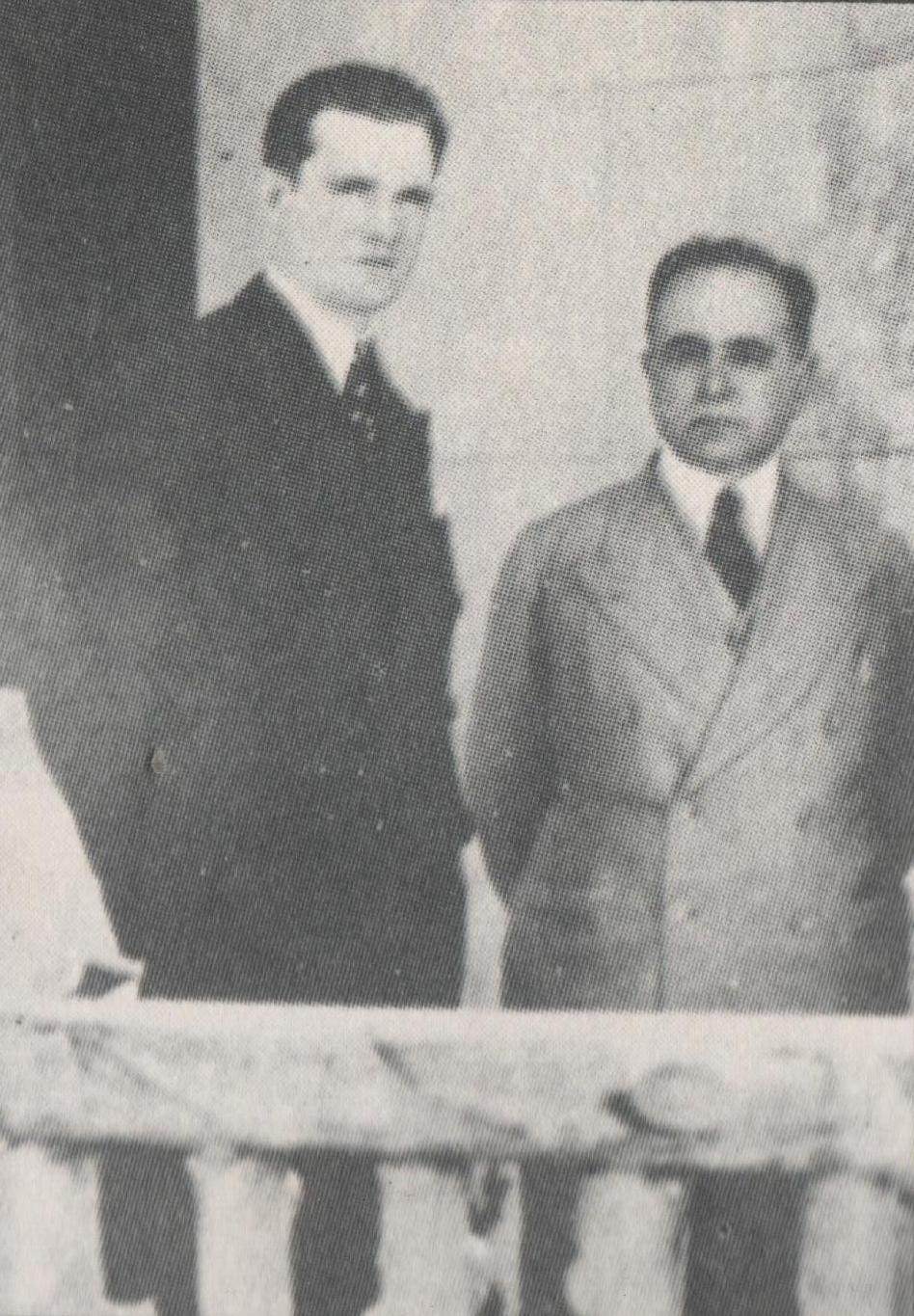
Ernesto Geisel a Getulio Vargas

Geisel spolu s jeho bratrem, Orlandem (1905–1979), který se později stane ministrem armády Médicejské vlády, vstoupil do armády a úspěšně dokončil střední vojenskou školu ve městě Porto Alegre (hlavní město) roku 1925. V roce 1928 absolvoval Escola Militar a mohl se přiřadit k dělostřeleckým jednotkám. Geisel byl svědkem a účastníkem nejdůležitějších okamžiků brazilské historie ve 20. století, jako byla revoluce v roce 1930 a vojenský převrat roku 1964, který svrhl levicového prezidenta Joãoa Goularta. V této vojenské intervenci hrál Geisel důležitou roli a stal se vojenským náčelníkem štábu prezidenta, kterým se stal Humberto de Alencar Castelo Branco.
Roku 1964 se stal generálporučíkem a roku 1966 čtyřhvězdičkovým generálem. V roce 1969 byl jmenován prezidentem Petrobrasu, státní společnosti v Brazílii.
V roce 1940 se oženil Lucy Markusovou, dceru plukovníka armády. Měli dceru, Amálii Lucy, která se později stala profesorkou na univerzitě, a syna Orlanda, s jehož smrtí roku 1957 (při železniční nehodě) se Geisel nikdy nevzpamatoval. Příčiny nehody nebyly dosud zjištěny. Vdova Lusy Geiselová zemřela při dopravní nehodě v roce 2000.

## Prezidentství

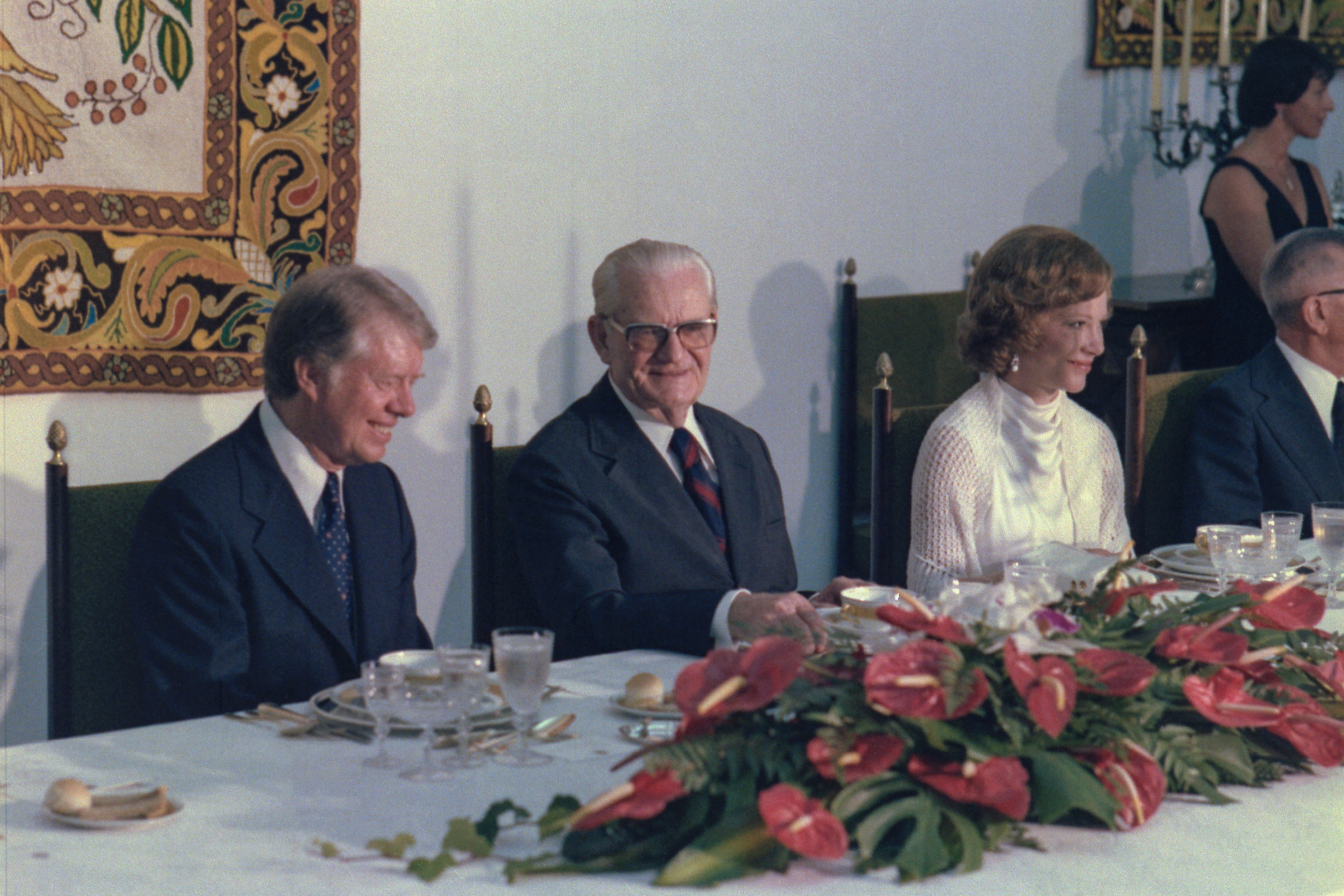
Geisel s prezident Spojených států amerických Jimmym Carterem a první paní Rosalynn Carterovou (1978)

V roce 1973 Geisel byl jmenován prezidentem Emílio Garrastazu Médici a dalšími vojenskými veliteli jako kandidát na předsednictví National Renewal Alliance Party (ARENA). V té době byl prezident Brazílie vybírán armádou a následně schválen Kongresem s cílem poskytnout dojem svobodných voleb. Geisel byl zvolen velkou většinou a byl slavnostně uveden do funkce dne 15. března 1974 na pětiletý mandát.
Mezi lety 1968 a 1973 rostla brazilská ekonomika tempem více než 10 % ročně (nejrychleji na světě). Ale vzhledem k ropné krizi (1974) se vývoj snížil na 5–6 % ročně, a tak paliva musela být dovážena, a proto začala stoupat brazilský státní dluh.
V roce 1970 byli členové radikální levice mučeni a někteří dokonce zavražděni v situaci, která se podobala občanské válce, zatímco tisk byl cenzurován. Během roku 1974 byly umlčeny všechny aktivity partyzánské činnosti.
Poté, co byly výše uvedené aktivity zastaveny, Geisel a jeho náčelník štábu, ministr Golbery do Couto e Silva, vymyslel plán postupné, pomalé demokratizace, který by uspěl i přes veškeré hrozby opozice.
Hlavní nástroj vojenského režimu byla cenzura, Pátý Institucionální Akt, který dal vládě diktátorské pravomoci. Roku 1978 se zřekl prezident Geisel této aktivity (myšlen Pátý Institucionální Akt).
V pěti letech jeho vlády, Geisel přijal mnoho z pragmatické zahraniční politiky. Přestože byl konzervativní a přesvědčený antikomunista, významně se přiblížil ke komunistickému bloku.
Během Geiselova funkčního období navázala Brazílie diplomatické styky s Čínskou lidově demokratickou republikou a Angolou, což začalo signalizovat vzdalování Brazílie a Washingtonu. I když obě země zůstaly spojenci, Geisel spojenectví a obchodní příležitosti hledal i v jiných částech světa. Zejména pak v Africe a Asii.
Roku 1978 jmenoval Geisel generála Joãoa Baptisty de Oliveira Figueiredoa jako nástupce. Svůj úřad opustil 15. března 1979.

## Vyznamenání
- velkokříž Řádu čestné legie – Francie, 26. dubna 1976[5]
- čestný rytíř velkokříž Řádu lázně – Spojené království, 4. května 1976
- velkokříž s řetězem Řádu svatého Jakuba od meče – Portugalsko, 1. června 1977[6]
- velkokříž s řetězem Řádu prince Jindřicha – Portugalsko, 13. února 1979[6]